# Siege (film)
Siege is een Amerikaanse korte documentaire uit 1940 geregisseerd door de fotograaf en cameraman Julien Bryan voor RKO Radio Pictures. De film laat een recente aanval op Warschau van de Wehrmacht zien tijdens de Duitse invasie in Polen. De film werd in 1941 genomineerd voor een Oscar en werd in 2006 opgenomen in het National Film Registry.